# 구시네

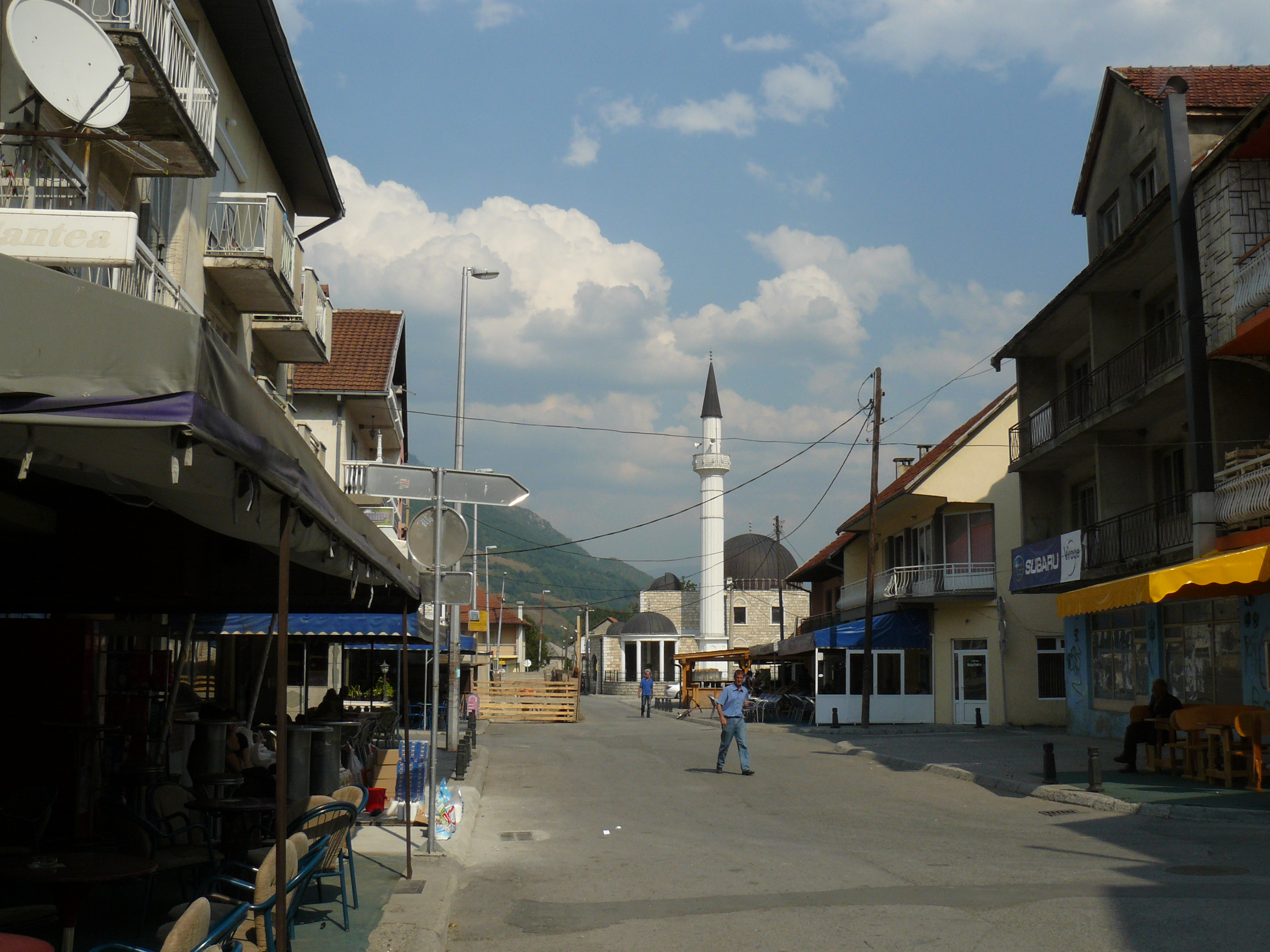
구시네

구시네(몬테네그로어: Гусиње, Gusinje, 알바니아어: Gucia)는 몬테네그로의 도시로 높이는 1,014m, 지방 자치체 인구는 1,704명(2003년 기준)이다. 2014년 2월 26일 플라브에서 분리되어 신설되었다.

## 인구
| 연도 | 인구  | ±%     |
| ---- | ----- | ------ |
| 1948 | 2,402 | —      |
| 1953 | 2,555 | +6.4%  |
| 1961 | 2,756 | +7.9%  |
| 1971 | 2,695 | −2.2%  |
| 1981 | 2,625 | −2.6%  |
| 1991 | 2,472 | −5.8%  |
| 2003 | 1,704 | −31.1% |
| 2011 | 1,673 | −1.8%  |